# Ассенс (муніципалітет)
Ассенс (дан. Assens) — муніципалітет у регіоні Південна Данія королівства Данія. Площа — 511.3  квадратних кілометрів. Адміністративний центр муніципалітету — місто Ассенс.

## Населення
У 2012 році населення муніципалітету становило 41 443 особи.